# Xala, Axapusco
Xala, tidigare Ex-Hacienda de Xala, är en ort i Mexiko, tillhörande kommunen Axapusco i delstaten Mexiko, i den centrala delen av landet. Orten hade 890 invånare vid folkräkningen 2010 och är det sjätte största samhället i kommunen.
Järnvägen mellan Mexico City och Veracruz passerar genom staden.

## Galleri

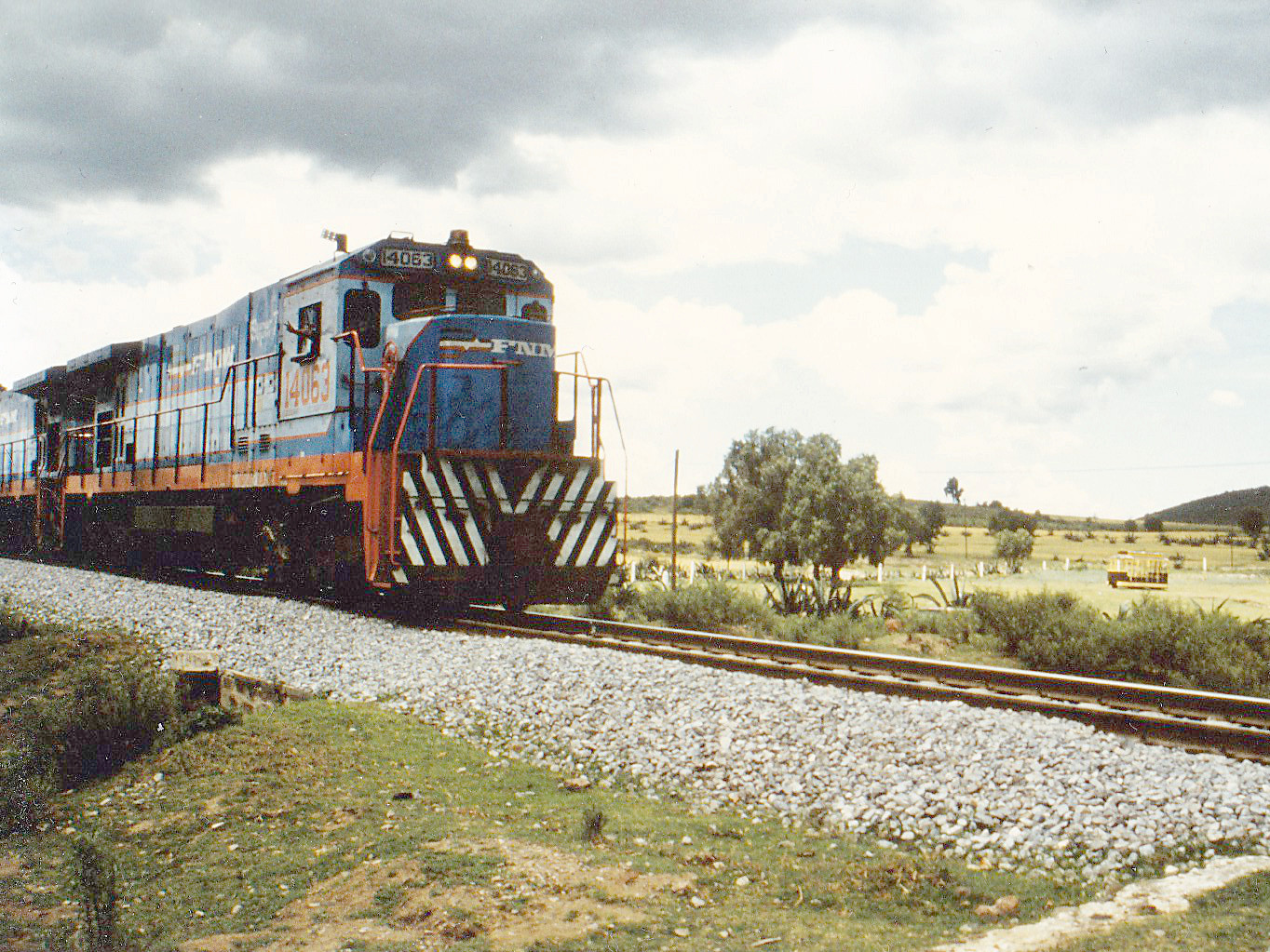
Tåg i Xala, 1992.